# Gavarda
Gavarda, en valencien et officiellement, (Gabarda en castillan), est une commune de la province de Valence, dans la Communauté valencienne, en Espagne. Elle est située dans la comarque de la Ribera Alta et dans la zone à prédominance linguistique valencienne. Sa population s'élevait à 1 146 habitants en 2013.
Le village de Gavarda était initialement construit sur un plateau, mais en raison d'une grave inondation en 1982, la quasi-totalité du village a été rasé puis reconstruit sur la colline avoisinante, laissant néanmoins quelques maisons debout ainsi que l'église, dédiée à saint Antoine le Grand. Les habitants distinguent ainsi le vieux village (el poble vell), du village actuel (el poble nou).

## Géographie

Localisation de Gavarda
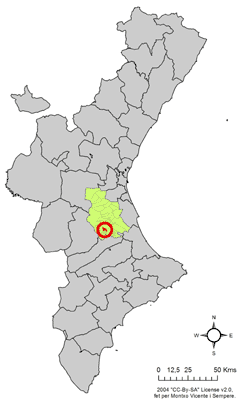
dans la Communauté valencienne.
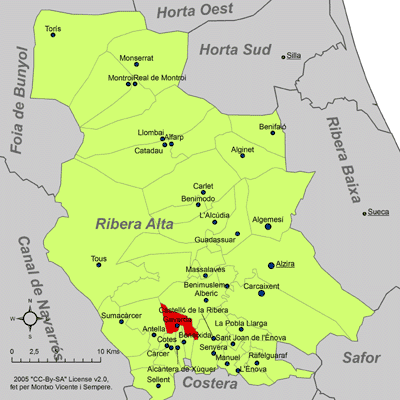
dans la comarque de la Ribera Alta.

## Histoire
Il s'agissait avant la Reconquista d'une alquería musulmane dont le nom aurait été Guarda. Une fois les musulmans chassés en 1250, le roi Jacques Ier d'Aragon offrit leurs terrains et leurs maisons à Lope Ximénez qui en sera désormais le seigneur, ainsi qu'à 20 autres personnes dont les noms de 6 d'entre eux sont parvenus jusqu'à nous : Mateu Latra, P. de Oto, G. de Pitxer, R. de Tamarich, B. de Durach et G. de Bartalina.
Quelques années plus tard, plus précisément en 1268, le village appartint au chevalier et noble Artal de Luna, qui acheta par la même occasion les alquerías d'Alcocer et de Paixarella à Elvira López, épouse de García Pérez de Castiella et sœur de Lope Ximénez, premier seigneur chrétien du village.
Ce n'est qu'à partir du XIVe siècle que Gavarda devient possession de Francesc de Pròxita (+1327). Cette famille posséda d'ailleurs le village jusque vers la fin du XVe siècle. En 1407, le roi Martin Ier chargea Olf de Pròxita de la juridiction du village. La seigneurie de Gavarda passa en 1432 aux mains du fils de ce dernier, Joan de Pròxita.
La seigneurie de Gavarda, après avoir appartenu deux siècles aux Pròxita, passa aux mains des Mendoza en 1490 en la personne de Pedro de Mendoza, Grand Cardinal d'Espagne, qui la légua à son fils Rodrigo de Mendoza, marquis del Zenete.
Après les Mendoza, ce fut au tour du duc de l'Infantat de posséder Gavarda, lequel fit construire de nouvelles maisons, agrandissant ainsi considérablement la taille du village.
En 1609, après l'Expulsion des Morisques d'Espagne, le village fut dépeuplé dans sa quasi totalité en raison des 40 familles musulmanes chassées du village. Le seigneur d'alors instaura une Carta Puebla en vue de repeupler son village, mais malgré cela, seulement 13 familles s'y installèrent (1646).
Le XVIIIe siècle transforma particulièrement le visage de Gavarda : À partir des inondations de 1779, les habitants bâtirent une nouvelle église et commencèrent à construire leurs maisons plus en retrait du fleuve. Certaines familles quittèrent définitivement le village pour s'installer à Paixarella ou Alcocer. L'archevêque ordonna au chapelain d'Alcocer, José Severo, de déplacer tous les ornements de son église ainsi que tout ce qui avait de la valeur à l'église de Gavarda à cause d'une nouvelle montée des eaux qui avait dévasté Alcocer et une partie de Gavarda en octobre 1785. À cause de tout cela, la population du village descendit à peine 101 habitants, pour grimper en flèche bien plus tard, au XIXe siècle. Elle s'élève de nos jours à plus de 1250 habitants.

### Sources
- (es) Varaciones de los municipios de España desde 1842, Ministerio de administraciones públicas, octobre 2008, 364 p. (lire en ligne) [PDF]